# Perateia

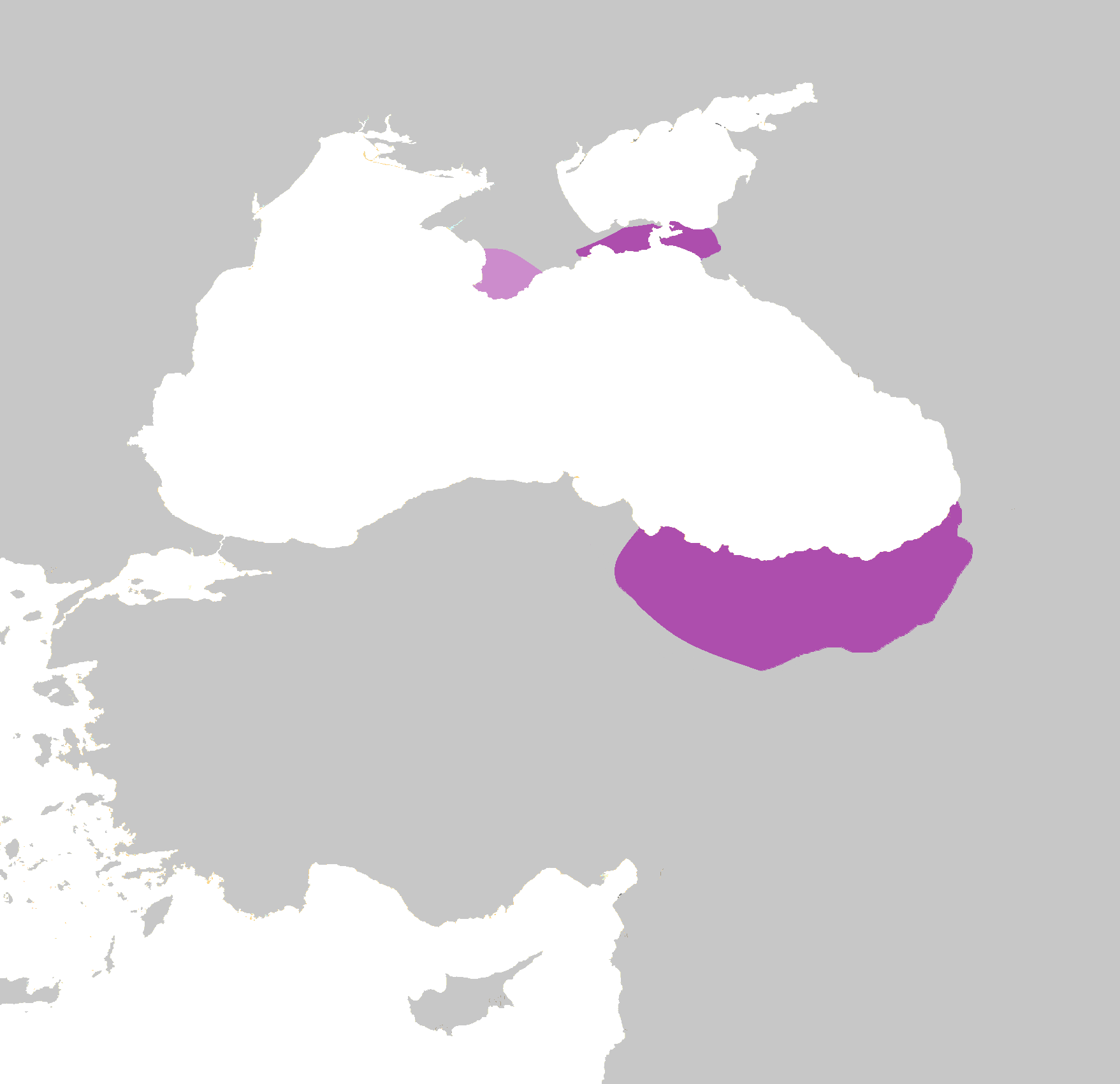
I territori superiori costituiscono la Perateia

Perateia (in greco Περατεία?, "luogo di là [del mare]") era il nome con cui venivano indicati i territori d'oltremare dell'Impero di Trebisonda, principalmente le città della Crimea, come Cherson, Vespero ed i loro dintorni. Probabilmente questo territorio era già amministrato da Trebisonda durante l'ultimo periodo di dominio bizantino, prima che i Comneni fondassero un impero separato poche settimane prima della conquista veneziana di Costantinopoli durante la quarta crociata nel 1204.
Il controllo di Trebisonda sulla Perateia fu debole almeno inizialmente, sottoposto a pressione da parte dei Genovesi e dei Tatari fino alla morte di Alessio I di Trebisonda nel 1222. L'anno seguente i Selgiuchidi razziarono le coste della Perateia e costruirono la fortezza di Sudak per cercare di incanalare i commerci del mar Nero verso Sinope, che era sotto il loro controllo, anziché verso Trebisonda. Successivamente i governatori dell'area appartennero alla famiglia armena dei Gavra, che in seguito si resero indipendenti e fondarono il Principato di Teodoro.